# Txvilevaïta
La txvilevaïta, també coneguda com chvilevaïta, és un mineral de la classe dels sulfurs. Rep el nom en honor de la mineralogista russa Tatiana Nikiforovna Txvilevoi (1925-).

## Característiques
La txvilevaïta és un sulfur de fórmula química Na(Cu,Fe,Zn)₂S₄. Cristal·litza en el sistema trigonal. La seva duresa a l'escala de Mohs és 3.
Segons la classificació de Nickel-Strunz, la txvilevaïta pertany a «02.F - Sulfurs d'arsènic, àlcalis, sulfurs amb halurs, òxids, hidròxid, H₂O; amb alcalins (sense Cl, etc.)» juntament amb els següents minerals: caswellsilverita, schöllhornita, cronusita, orickita, rasvumita, pautovita i colimaïta.
L'exemplar que va servir per a determinar l'espècie, el que es coneix com a material tipus, es troba conservat al Museu Mineralògic Fersmann, de l'Acadèmia de Ciències de Rússia, a Moscú (Rússia).

## Formació i jaciments
Va ser descoberta al dipòsit de plom i zinc d'Akatui, a la localitat homònima situada a l'antiga província de Txità (Krai de Zabaikàlie, Rússia). Es tracta de l'únic indret de tot el planeta on ha estat descrita aquesta espècie mineral.